# Mumbai Television Tower

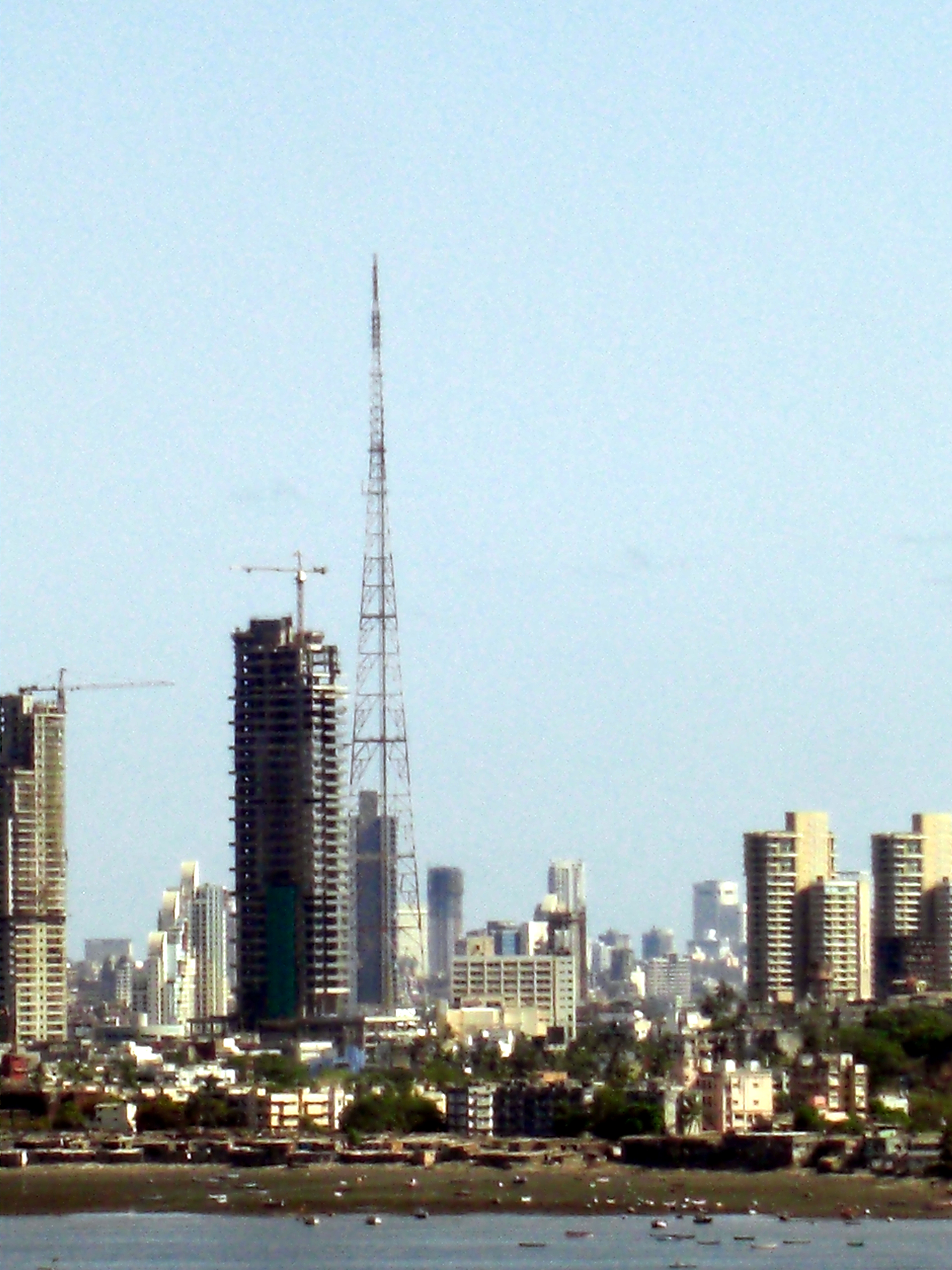

Mumbai Television Tower este un turn de televiziune localizat în centrul orașului Mumbai din India. Având o înălțime de 300 de metri, turnul construit după designul Turnului Eiffel este cea mai înaltă structură din India.